# Anectropis ningpoaria
Anectropis ningpoaria är en fjärilsart som beskrevs av John Henry Leech 1891. Anectropis ningpoaria ingår i släktet Anectropis och familjen mätare. Inga underarter finns listade i Catalogue of Life.